# Sinfonia Pop
Sinfonia Pop è un album dal vivo e DVD del cantautore britannico Mika, pubblicato il 27 maggio 2016.

## Descrizione
L'album contiene le tracce dei maggiori successi del cantante, suonati insieme all'orchestra diretta da Simon Lecler. Il concerto si è svolto all'interno del Teatro Sociale di Como.
Nel DVD è anche contenuta un'intervista con il direttore dell'orchestra.

## Tracce
1. Underwater
2. Boum Boum Boum
3. Rain
4. Last Party
5. Overrated
6. Any Other World
7. Love You When I'm Drunk
8. Ordinary Man
9. Heroes
10. Toy Boy
11. Grace Kelly
12. Over My Shoulder
13. Good Guys
14. Make You Happy
15. Happy Ending
16. Origin of Love
17. Relax, Take It Easy
18. Elle me dit
19. Love Today
20. Stardust